# Sri-lankische Cricket-Nationalmannschaft in England in der Saison 1991
Die Tour der sri-lankischen Cricket-Nationalmannschaft nach England in der Saison 1991 fand vom 22. bis zum 27. August 1991 statt. Die internationale Cricket-Tour war Bestandteil der Internationalen Cricket-Saison 1991 und umfasste einen Test. England gewann die Serie mit 1−0.

## Vorgeschichte
England spielte zuvor eine Tour gegen die West Indies, für Sri Lanka war es die erste Tour der Saison.
Das letzte Aufeinandertreffen der beiden Mannschaften bei einer Tour fand in der Saison 1988 in England statt.

## Stadion
Das folgende Stadion wurde für die Tour als Austragungsort vorgesehen.
| Stadion               | Stadt  | Kapazität | Spiele  |
| --------------------- | ------ | --------- | ------- |
| Lord’s Cricket Ground | London | 30.000    | 1. Test |

## Kaderlisten
| Test | Test |
| England | Sri Lanka |
| --- | --- |
| - Graham Gooch (K) - Ian Botham - Phil DeFreitas - David Lawrence - Chris Lewis - Hugh Morris - Mark Ramprakash - Jack Russell (wk) - Robin Smith - Alec Stewart - Phil Tufnell | - Aravinda de Silva (K) - Don Anurasiri - Asanka Gurusinha - Chandika Hathurusinghe - Sanath Jayasuriya - Brendon Kuruppu - Roshan Mahanama - Champaka Ramanayake - Rumesh Ratnayake - Hashan Tillakaratne (wk) - Kapila Wijegunawardene |

## Test in London
| 22. – 27. August Scorecard | London (Lord’s) | England 282 (95) & 364-3d (85.1) | – | Sri Lanka 224 (68.1) & 285 (103.3) |
|                            |                 | England gewinnt mit 137 Runs     |   |                                    |

England gewann den Münzwurf und entschied sich als Schlagmannschaft zu beginnen. Für England formten die Eröffnungs-Batter Graham Gooch und Hugh Morris eine Partnerschaft. Gooch erreichte 38 Runs und wurde gefolgt durch Alec Stewart. Morris schied nach 42 Runs aus, woraufhin Ian Botham 22 und Chris Lewis 11 Runs erreichten. Als Jack Russell aufs Feld kam, endete der Tag beim Stand von 229/6. Am zweiten Spieltag schied Russell nach 17 Runs aus und als Stewart ein Century über 113* Runs aus 240 Bällen erreicht hatte, fiel das letzte Wicket des Innings. Bester sri-lankischer Bowler war Rumesh Ratnayake mit 5 Wickets für 69 Runs. Für Sri Lanka bildete Eröffnungs-Batter Chandika Hathurusinghe mit dem vierten Schlagmann Aravinda de Silva eine Partnerschaft, die den Tag beim Stand von 75/2 beendete. Am dritten Spieltag schied de Silva nach 42 Runs aus und in der Folge erreichte Sanath Jayasuriya 11 und Hashan Tillakaratne 20 Runs. Dann kam Rumesh Ratnayake ins Spiel, dem ein Fifty über 52 Runs gelang, bevor auch Hathurusinghe nach einem Fifty über 66 Runs ausschied. Kurz darauf fiel das letzte Wicket des Innings und Sri Lanka beendete dieses mit einem Rückstand von 58 Runs. Bester englischer Bowler war Phil DeFreitas mit 7 Wickets für 70 Runs. Für England bildeten in ihrem zweiten Innings die Eröffnungs-Batter Graham Gooch und Hugh Morris eine Partnerschaft. Morris gelangen 23 Runs und wurde durch Alec Stewart ersetzt, bevor der Tag beim Stand von 100/1 endete. Nach einem Ruhetag schied Stewart am vierten Spieltag nach 43 Runs aus und wurde gefolgt durch Robin Smith. Gooch erzielte ein Century über 174 Runs aus 252 Bällen, woraufhin Jack Russell aufs Feld kam. England deklarierte das Innings, nachdem es Sri Lanka eine Vorgabe von 423 Runs gesetzt hatte. Smith hatte bis dahin ein Fifty über 63* Runs erreicht und Russel 12* Runs. Bester sri-lankischer Bowler war Don Anurasiri mit 3 Wickets für 135 Runs. Für Sri Lanka begannen Brendon Kuruppu und Chandika Hathurusinghe. Kuruppu schied nach 21 Runs aus und Hathurusinghe kurz darauf nach 25 Runs. Daraufhin kamen Asanka Gurusinha und Aravinda de Silva ins Spiel und der Tag endete beim Stand von 79/2. Am fünften Spieltag erreichte Gurusinha 34 Runs und de Silva 18 Runs. Daraufhin formten Roshan Mahanama und Sanath Jayasuriya eine Partnerschaft. Mahanama gelangen 15 Runs und dem hinzukommenden Hashan Tillakaratne 16 weitere. Dieser wurde durch Rumesh Ratnayake ersetzt, bevor auch Jayasuriya nach einem Fifty über 66 Runs ausschied. Es folgte Champaka Ramanayake und Ratnayake konnte 17 Runs erreichen, bevor der letzte Batter Don Anurasiri nach 16 Runs sein Wicket verlor und die Niederlage für Sri Lanka feststand. Ramanayake hatte bis dahin 34* Runs erzielt. Bester englischer Bowler war Phil Tufnell mit 5 Wickets für 94 Runs. Als Spieler des Spiels wurden Rumesh Ratnayake und Alec Stewart ausgezeichnet.

## Einzelnachweis
1. ↑  Norman de Mesquita: England v Sri Lanka 1991. Cricinfo, 15. April 1992, abgerufen am 27. Juli 2025 (englisch).